# Propagación vegetativa

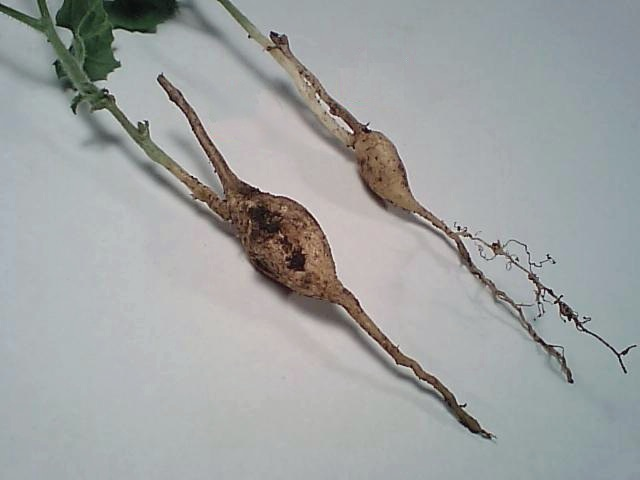
Propagación vegetativa de Trichosanthes Cucumeroides.

La propagación vegetativa también llamada regeneración vegetativa, es la reproducción de una planta a partir de una célula, un tejido o un órgano (raíces, tallos, ramas, hojas) de la planta madre. Cualquier parte de una planta (en teoría) puede dar origen a otra de iguales características.
Constituye un conjunto de técnicas agronómicas utilizadas desde hace tiempo y se considera un método de reproducción asexual en vegetales.

## Tipos
Entre ellas destacan dos tipos:
La gemación (del latín gemines "gemelo") es un tipo de reproducción asexual. Es una división desigual, consistente en la formación de prominencias sobre el individuo progenitor, que al crecer y desarrollarse origina nuevos seres, que pueden separarse del organismo parental o quedar unidos a él, iniciando así una colonia. A nivel unicelular, es un proceso de mitosis asimétrica que se da en algunos seres unicelulares, como las levaduras.
A nivel pluricelular, de dos o más células, este tipo de reproducción es frecuente en los cnidarios, briozoos y esporíferos.
En el caso de seres unicelulares, se forma un abultamiento que se denomina yema en cierta porción de la membrana plasmática. El núcleo de la célula progenitora se divide y uno de los núcleos hijos pasa a la yema. Bajo condiciones favorables, la yema puede producir a la vez otra yema antes de que se separe finalmente de la célula progenitora.

### Natural
- Mediante las mitosporas; forma típica en hongos, musgos, helechos y líquenes
- Mediante propágulos:
  - Rizoma
  - Tubérculo
  - Bulbo
  - Estolón
  - Cormo

## Ventajas e inconvenientes

### Ventajas
La reproducción vegetativa tiene varias ventajas, principalmente que los descendientes producidos son clones de sus plantas madre. Si una planta tiene rasgos favorables, puede seguir transmitiendo su ventajosa información genética a su descendencia. Puede ser económicamente beneficioso para los cultivadores comerciales clonar una determinada planta para asegurar la consistencia en todos sus cultivos. La propagación vegetativa también permite a las plantas evitar el costoso y complejo proceso de producción de órganos de reproducción sexual como las flores y las consiguientes semillas y frutos. Por ejemplo, el desarrollo de un cultivar as es extremadamente difícil, por lo que, una vez que los agricultores desarrollan los rasgos deseados en el lirio, utilizan el injerto y el brote para asegurar la consistencia del nuevo cultivar y su producción exitosa a nivel comercial. Sin embargo, como puede verse en muchas plantas de variegadas, esto no siempre se aplica, porque muchas plantas son en realidad quimeras y los esquejes podrían reflejar los atributos de sólo una o algunas de las líneas celulares parentales.
La propagación vegetativa también permite a las plantas eludir la fase de semilla inmadura y alcanzar la fase de madurez más rápidamente. En la naturaleza, eso aumenta las posibilidades de que una planta alcance con éxito la madurez y, comercialmente, ahorra a los agricultores mucho tiempo y dinero, ya que permite un vuelco más rápido del cultivo.
La reproducción vegetativa ofrece ventajas de investigación en varias áreas de la biología y tiene un uso práctico cuando se trata de forestación. El uso más común de la propagación vegetativa por parte de los genetistas forestales y los criadores de árboles ha sido trasladar genes de árboles seleccionados a algún lugar conveniente, normalmente designado como banco de genes, banco de clones, huerto de clones o huerto de semillas donde sus genes pueden ser recombinados en la descendencia pedigrí.

### Desventajas
Una de las principales desventajas de la propagación vegetativa es que impide la diversidad genética de las especies, lo que puede conducir a reducciones en el rendimiento de los cultivos. Las plantas son genéticamente idénticas y, por lo tanto, todas son susceptibles a bacterias y hongos patógenos que pueden acabar con cosechas enteras.